# Heterotropus mongolicus
Heterotropus mongolicus är en tvåvingeart som beskrevs av Paramonov 1947. Heterotropus mongolicus ingår i släktet Heterotropus och familjen svävflugor.
Artens utbredningsområde är Mongoliet. Inga underarter finns listade i Catalogue of Life.